# Ziminella japonica
Ziminella japonica is een slakkensoort uit de familie van de Flabellinidae. De wetenschappelijke naam van de soort is voor het eerst geldig gepubliceerd in 1937 door Volodchenko als Coryphella japonica.